# Volo China Airlines 204
Il volo China Airlines 204 era un volo passeggeri nazionale da Xincheng a Songshan, a Taiwan. Il 26 ottobre 1989, un Boeing 737-200 operante sulla rotta si schiantò contro una montagna poco dopo il decollo dall'aeroporto di Hualien. Nessuno dei 54 a bordo sopravvisse.

## L'aereo
Il velivolo coinvolto era un Boeing 737-200, marche B-180, numero di serie 23795, numero di linea 1319. Volò per la prima volta il 3 dicembre 1986 e venne consegnato a China Airlines pochi giorni dopo, il 19 dicembre. Era spinto da 2 motori turboventola Pratt & Whitney JT8D-9A. Al momento dell'incidente, l'aereo aveva quasi 3 anni.

## L'incidente
Il volo 204 decollò dall'aeroporto di Hualien diretto all'aeroporto di Sungshan, sull'isola di Taiwan. A bordo del Boeing 737 c'erano 47 passeggeri e 7 membri dell'equipaggio. Dieci minuti dopo il decollo, dopo aver raggiunto un'altezza di 7 000 piedi (2 100 m), l'aereo si schiantò contro una montagna della catena montuosa del ChungYang, 5,5 chilometri a Nord dell'aeroporto. Tutti e 54 i passeggeri e l'equipaggio a bordo rimasero uccisi.

## Le indagini
La causa principale dell'incidente fu un errore del pilota; in cabina di pilotaggio vi erano un comandante esperto, che volava da 15 anni con China Airlines, e un copilota principiante. Il volo decollò dalla pista sbagliata, e né i piloti né i controllori del traffico aereo si accorsero dell'errore. L'equipaggio seguì le procedure di salita post-decollo per la pista che avrebbe dovuto utilizzare, e non per quella che effettivamente utilizzarono. Questo portò l'aeromobile a virare a sinistra verso le montagne anziché a destra verso il mare.